# Puntius ater
Puntius ater är en fiskart som beskrevs av Irengbam Linthoingambi och Vishwanath 2007. Puntius ater ingår i släktet Puntius och familjen karpfiskar. IUCN kategoriserar arten globalt som sårbar. Inga underarter finns listade i Catalogue of Life.